# Desmond Doss
Desmond Thomas Doss (n. 7 februarie 1919, Lynchburg⁠(d), Virginia, SUA – d. 23 martie 2006, Piedmont⁠(d), Alabama, SUA) a fost un caporal al armatei Statelor Unite, care a servit ca medic de luptă cu o companie de infanterie în al doilea război mondial. I s-a acordat de două ori Medalia stelei de bronz pentru acțiunile sale în Guam și Filipine. Doss s-a distins în continuare în bătălia de la Okinawa salvând 75 de bărbați, devenind singurul obiector de conștiință care a primit Medalia de Onoare pentru acțiunile sale din timpul războiului. Viața lui Desmond a fost subiectul cărților, al documentarului The Conscientious Objector și al filmului din 2016, Fără armă în linia întâi.